# エメダスチン
エメダスチン (Emedastine) は第二世代の抗ヒスタミン薬である。商品名ダレン、レミカット。日本ではカプセル内用剤として市販されているが、海外では目薬としてアレルギー性結膜炎の治療に用いられている。H1受容体拮抗薬に分類され、アレルギー症状を引き起こすヒスタミンを遮断する事で効果を発揮する。アドレナリン受容体、ドーパミン受容体、セロトニン受容体には影響を与えないと思われる。製剤にはフマル酸塩が使用される。フマル酸塩の性状は白色の微細な結晶であり、水に溶け易い。 

## 効能・効果
アレルギー性鼻炎、蕁麻疹、湿疹・皮膚炎、皮膚瘙痒症、痒疹

## 副作用
治験時の副作用発現率は17.1%であり、その主な内訳は、眠気14.0%、（全身）倦怠感1.6%、口渇0.8%、胃不快感等0.7%、ALT（GPT）上昇2.2%、AST（GOT）上昇1.6%、LDH上昇1.4%等であった:26。

## 作用機序
エメダスチンはヒスタミンH1受容体に高親和性（Ki = 1.3nM）を持つ薬剤であり、他のヒスタミン受容体に対する親和性は低い（H2：Ki = 49,067nM、H3：Ki = 12,430nM）。in vitro 研究ではヒスタミン誘発性の血管透過性亢進を濃度依存的に抑制する。

## 薬物動態
ヒトでの生物学的利用能は46%である:18。服用後3.1時間で最高血中濃度に達し、消失半減期は7.0時間である。動物実験では、血液脳関門および血液胎盤関門を通過し、乳汁中への移行が認められた:19。エメダスチンは主に肝臓で代謝され、主要代謝物は5-ヒドロキシエメダスチン、6-ヒドロキシエメダスチンであり、N-オキシドも検出された。服用後24時間で尿中に44.1%が排泄され、その内未変化体として回収された成分は3.6%であった:21。
点眼時の眼からの半減期は10時間である。 